# Pilvaren
De pilvaren (Pilularia globulifera) is een overblijvende plant die behoort tot de pilvarenfamilie (Marsileaceae) en die van nature voorkomt in Europa.
In Nederland staat de plant op de Nederlandse Rode lijst van planten als zeldzaam en in aantal afnemend.

## Naamgeving en etymologie
- Engels: Pillwort
- Frans: Pilulaire, boulette d'eau
- Duits: Gewöhnlicher Pillenfarn

De botanische naam Pilularia is afgeleid van het Latijnse 'pilula' (kleine bal), naar de vorm van de sporocarpen. De soortaanduiding globulifera is afkomstig van het Latijnse 'globulus' (kleine bol) en 'ferre' (dragen).

## Kenmerken

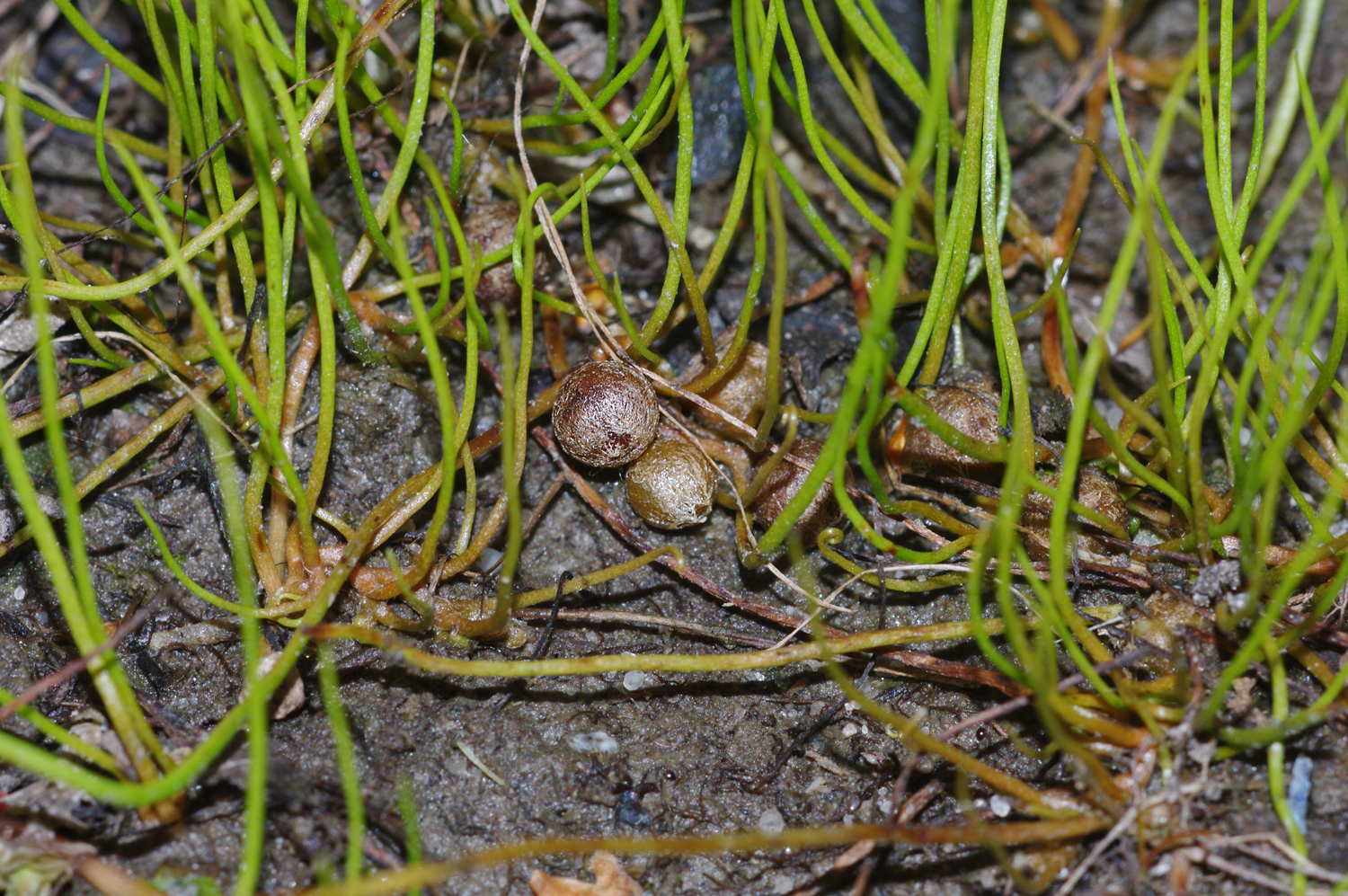
Pilvaren met sporocarpen

De bladeren zijn tot 4-15 cm hoog, zijn draaddun, lichtgroen en lopen uit in een fijne punt. In de winter sterven deze gedeeltelijk af.
De plant vormt ijle matten van onvruchtbare bladen. Van juli tot september worden de sporen gevormd in een bol/pilvormige sporocarp die aan de voet van de bladbundels ontspringt. De sporen zijn geelgrijs en later zwartachtig.

## Habitat
De plant komt voor op plaatsen die in de zomer geheel of gedeeltelijk droogvallen op zand-en leemgronden, met name in sloten, vennen, afgravingen en karrensporen met water dat arm is aan fosfaat en carbonaat.
De soort is gevoelig voor concurrentie en komt voornamelijk voor in soortarme begroeiingen.

## Plantengemeenschap
De pilvaren is een kensoort voor de pilvaren-associatie (Pilularietum globuliferae).